# 다이아미노말레오나이트릴
다이아미노말레오나이트릴(영어: diaminomaleonitrile, DAMN)은 알켄 단위에 결합된 2개의 아미노기와 2개의 나이트릴기로 구성된 유기 화합물이다. 계통명은 말레산과의 관계를 반영한다.
다이아미노말레오나이트릴은 사이안화 수소의 중합에 의해 형성될 수 있고, 몇몇 부류의 헤테로고리 화합물의 합성을 위한 출발 물질로 사용될 수 있다. 따라서, 다이아미노말레오나이트릴은 생물 발생 이전의 상태에서 존재한 유기 화합물로 간주되어 왔다.

## 같이 보기
- 말레산
- 사이안화 수소
- 헤테로고리 화합물